# Ганнібал (син Бомількара)
Ганнібал (фінік. 𐤇𐤍𐤁𐤏𐤋, *д/н — після 215 до н. е.) — військовий діяч Карфагенської держави часів Другої Пунічної війни.

## Життєпис
Син Бомількара, наварха карфагенського флоту. відомостей про нього обмаль. Діяв переважно на Піренейському півострові. 215 року очолив одну з армій, з'єднався з братами Гасдрубалом і Магоном Баркидами, утворивши 60-тисячне військо.
Карфагеняни взяли в облогу місто Ілітурги (поблизу сучасного іспанського міста Менхібар). На допомогу Ілітурги прийшли римські війська на чолі з братами Публієм і Гнеєм Корнеліями Сципіонами. У запеклій битві Гасдрубал, Магон і Ганнібал зазнали нищівної поразки. Потім зазнали нової поразки біля Інтібілу. Подальша доля невідома.